# علي مثلوثي
علي مثلوثي (22 أبريل 1987 بسان دوني في فرنسا - ) (بالفرنسية: Ali Mathlouthi)‏ هو لاعب كرة قدم فرنسي في مركز الهجوم. لعب مع النادي الإفريقي وراسينغ فيرول ونادي أرليه أفينيون ونادي ستراسبورغ ونادي شاتورو ونادي لانس ونادي لوزيناك ونادي بيزنسون ‏.

## روابط خارجية
- علي مثلوثي على موقع قاعدة بيانات كرة القدم.إي يو (الإنجليزية)